# Телефармація
Телефармація (від грец. tele — дистанція — дистанція, лат. pharmacia — фармація) — самостійний науково-практичний напрямок фармації щодо віддаленого (дистанційного) надання якісної фармацевтичної допомоги за сприянням комплексу організаційних і фінансових заходів, інформаційно-телекомунікаційних технологій та інфраструктури. Іншими словами, телефармація — це інструмент підтримки відносин фармацевтичного фахівця з пацієнтом і/або медичним фахівцем у випадку, коли вони не мають безпосереднього (особистого) контакту між собою.
Телефармація спрямована не лише на пацієнтів, які перебувають у важкодоступних і територіально віддалених від аптек регіонах чи спальних районах великих міст, а також на осіб похилого віку, пацієнтів, які знаходяться на лікуванні вдома або в умовах, коли не мають можливості виходити з дому, осіб з інвалідністю, медичних і фармацевтичних фахівців тощо. В українських реаліях основними складниками телефармації можуть бути:
- здійснення електронної роздрібної торгівлі лікарськими засобами та товарами аптечного асортименту з їх доставленням на корпоративних умовах чи договірних засадах з операторами поштового зв'язку;
- реалізація віддаленої фармацевтичної опіки, скерованої на пацієнта та членів його сім'ї;
- реалізація віддаленої фармацевтичної опіки, скерованої на медичного фахівця;
- надання в режимі реального часу медичним фахівцям та населенню вичерпної інформації про лікарські засоби на засадах доказових медицини, фармації та фармацевтичної опіки;
- здійснення дистанційного контролю реалізації рецептурних лікарських засобів в аптеках конкретної мережі;
- сприяння безперервному професійному розвитку фармацевтичних фахівців шляхом проведення дистанційного навчання.

Телефармація, як і телемедицина, є компонетном електронної охорони здоров'я.